# Johan Sigfrid Sirén

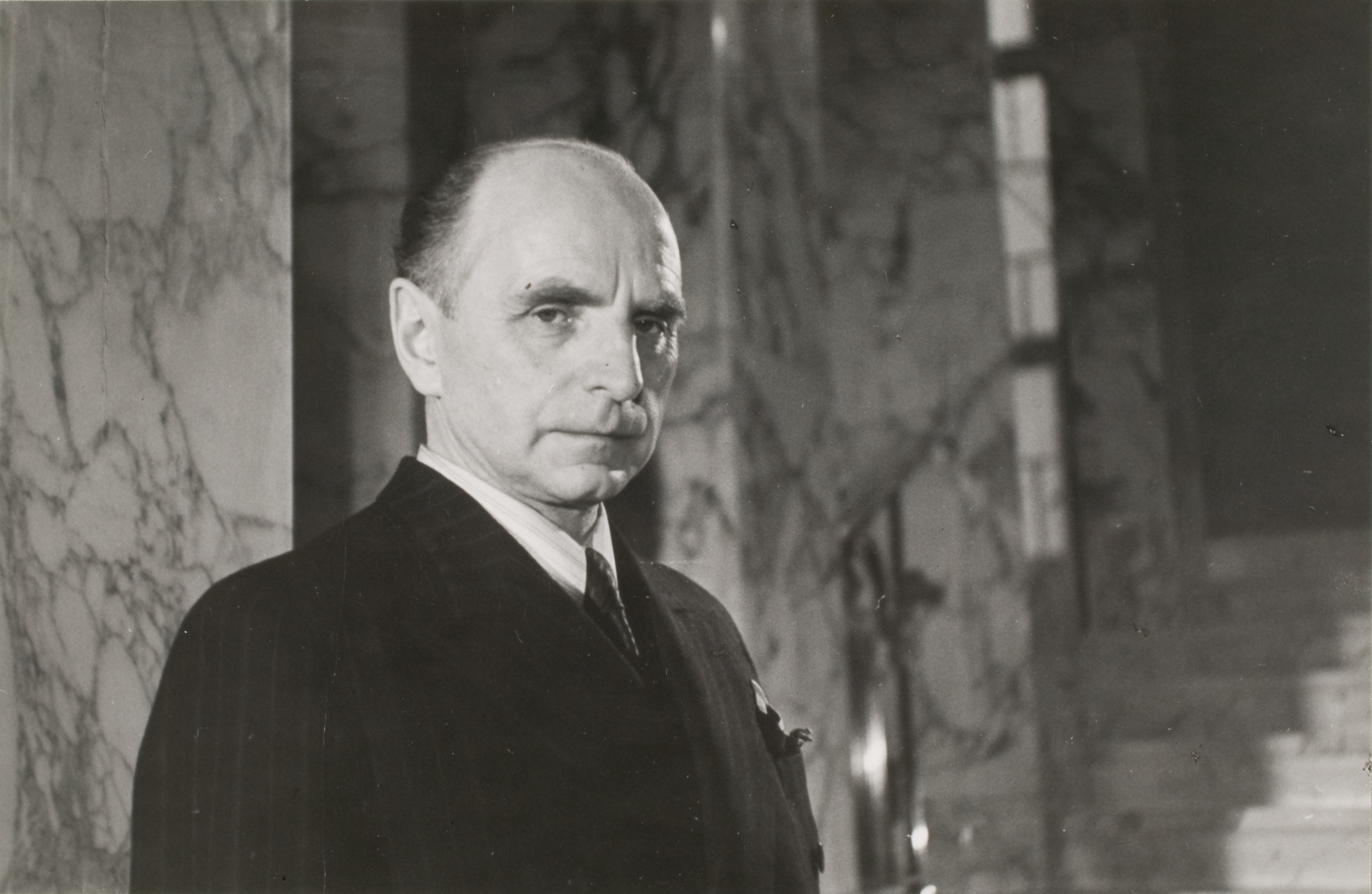
Johan Sigfrid Sirén

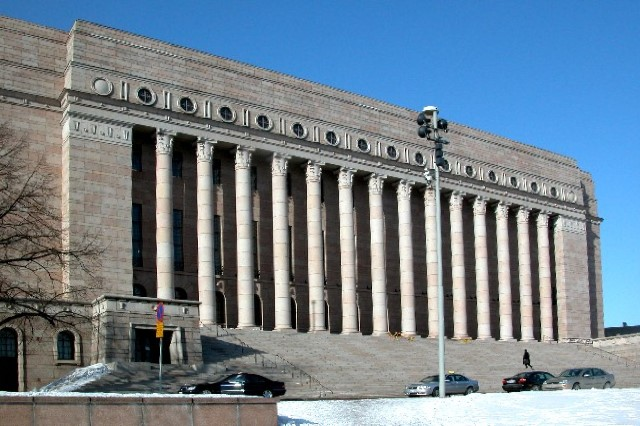
Riksdagshuset, 1931

Johan Sigfrid Sirén, född 27 maj 1889 i Ylihärmä, död 5 mars 1961 i Helsingfors, var en finländsk arkitekt. Hans mest kända verk är det finländska Riksdagshuset i Helsingfors som stod färdigt 1931.
Sirén utexaminerades som arkitekt 1931. Han var delägare i arkitektbyrån K. Borg, J. S. Sirén & Hj. Åberg mellan åren 1918 och 1925. År 1931 grundade Sirén sin egen arkitektbyrå. Åren 1931-57 Sirén var också professor i arkitektur vid Tekniska högskolan i Helsingfors.
Han är begravd på Sandudds begravningsplats i Helsingfors.

## Utmärkelser
- Kommendörstecknet av Finlands Vita Ros’ orden,  1931[2]
- Mellankors av Kungariket Ungerns förtjänstorden,  1937[2]
- Officer av Hederslegionen,  1939[2]
- Kommendörstecknet av I klass av Finlands Lejons orden,  1951[2]
- Storriddare av Isländska falkorden,  1955[3]
- Civilförtjänstorden[2]
- Kommendör av Nordstjärneorden[2]

[Redigera Wikidata]